# Vid grinden (Portas by)
Vid grinden (Portas by) är en oljemålning av finländska konstnären Albert Edelfelt skapad år 1889. Motivet är en pojke vid en grind i Portas by i Tammela, Tavastehus - där Edelfelt även målat bland annat Kaukola ås i solnedgång.